# Léguevin
 Léguevin  là một xã thuộc tỉnh Haute-Garonne trong vùng Occitanie tây nam nước Pháp. Xã này nằm ở khu vực có độ cao 164-237 mét trên mực nước biển.

## Di tích

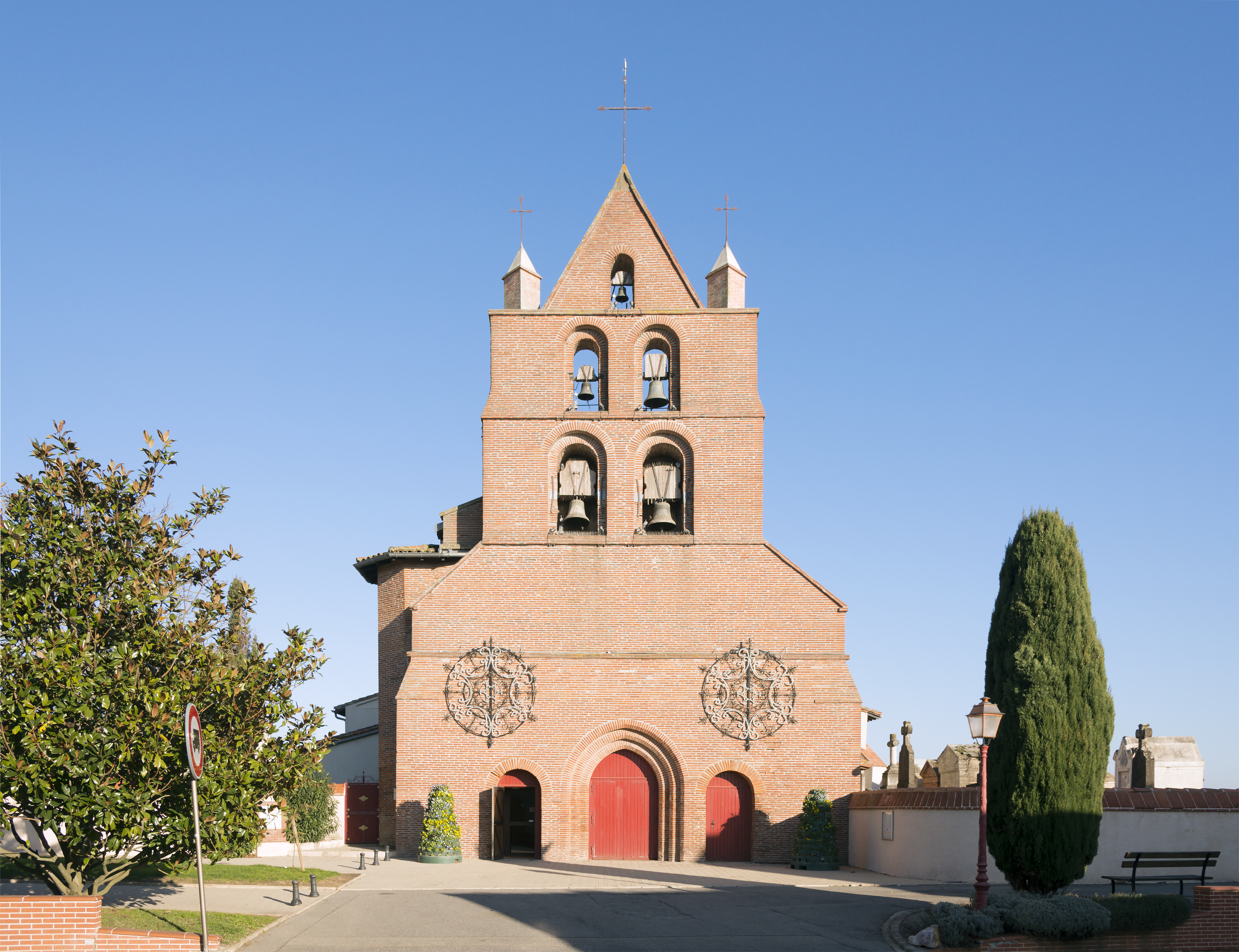
Giáo hội.
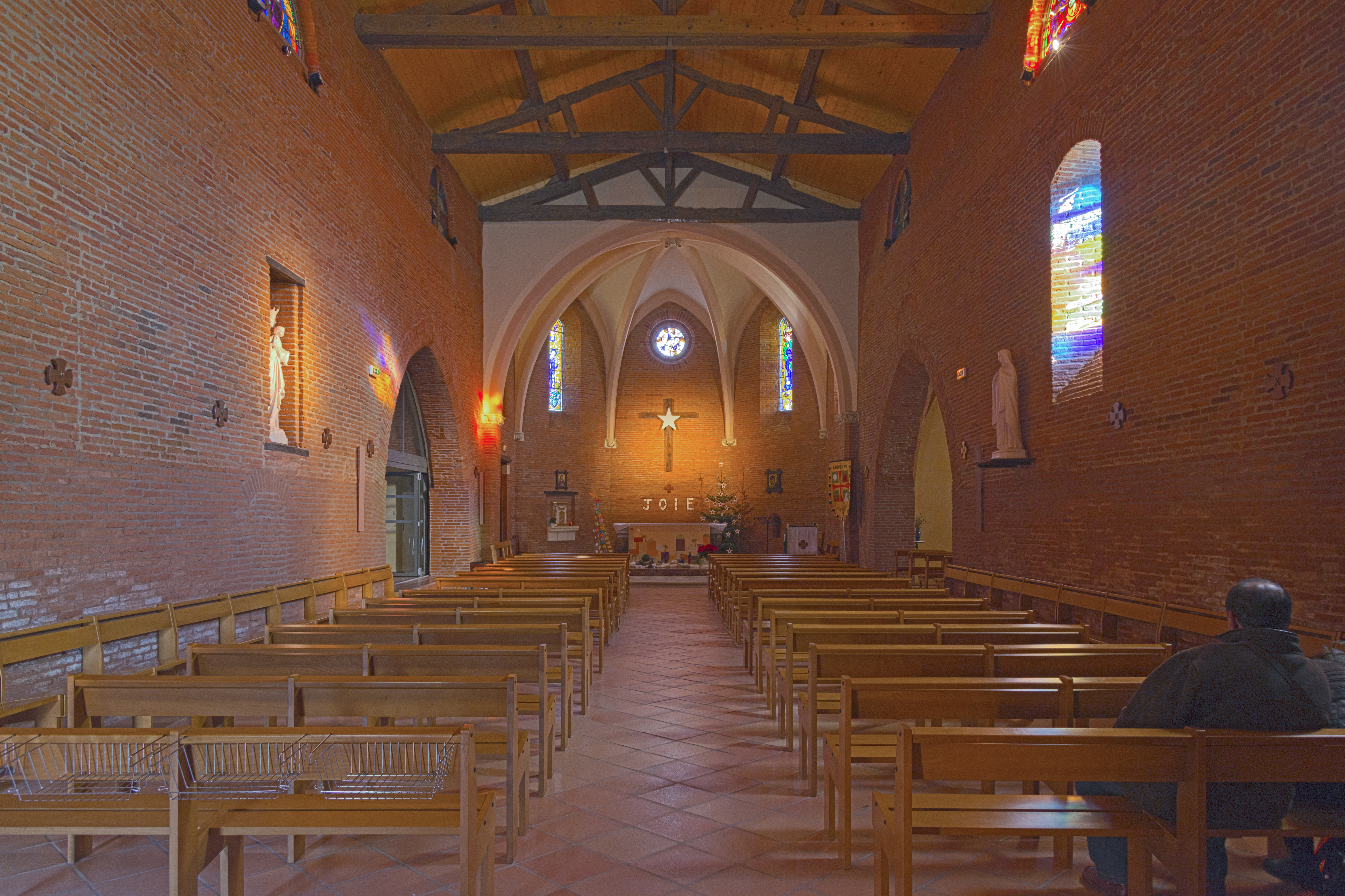
Các Nave.
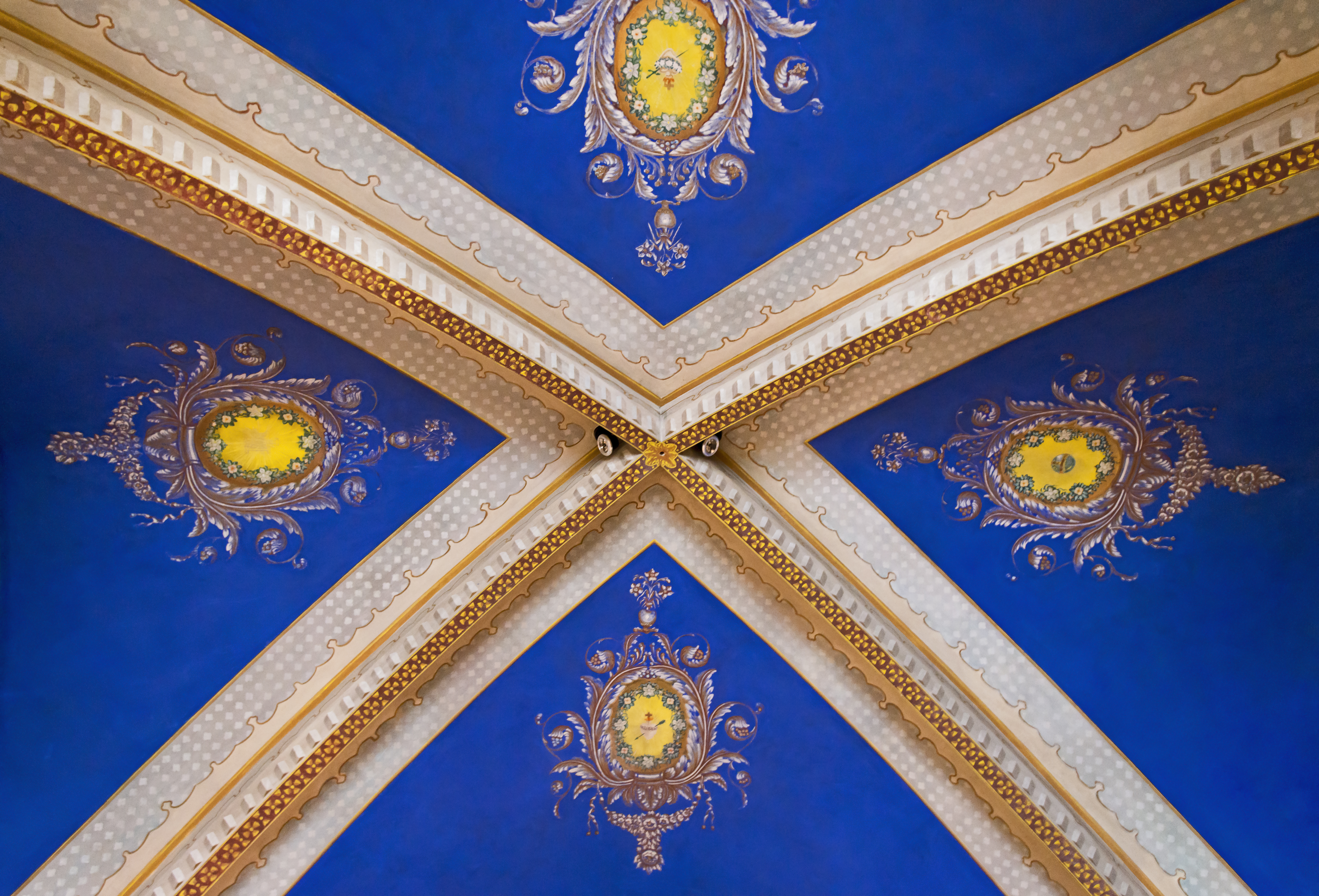
Những mái của nhà thờ.
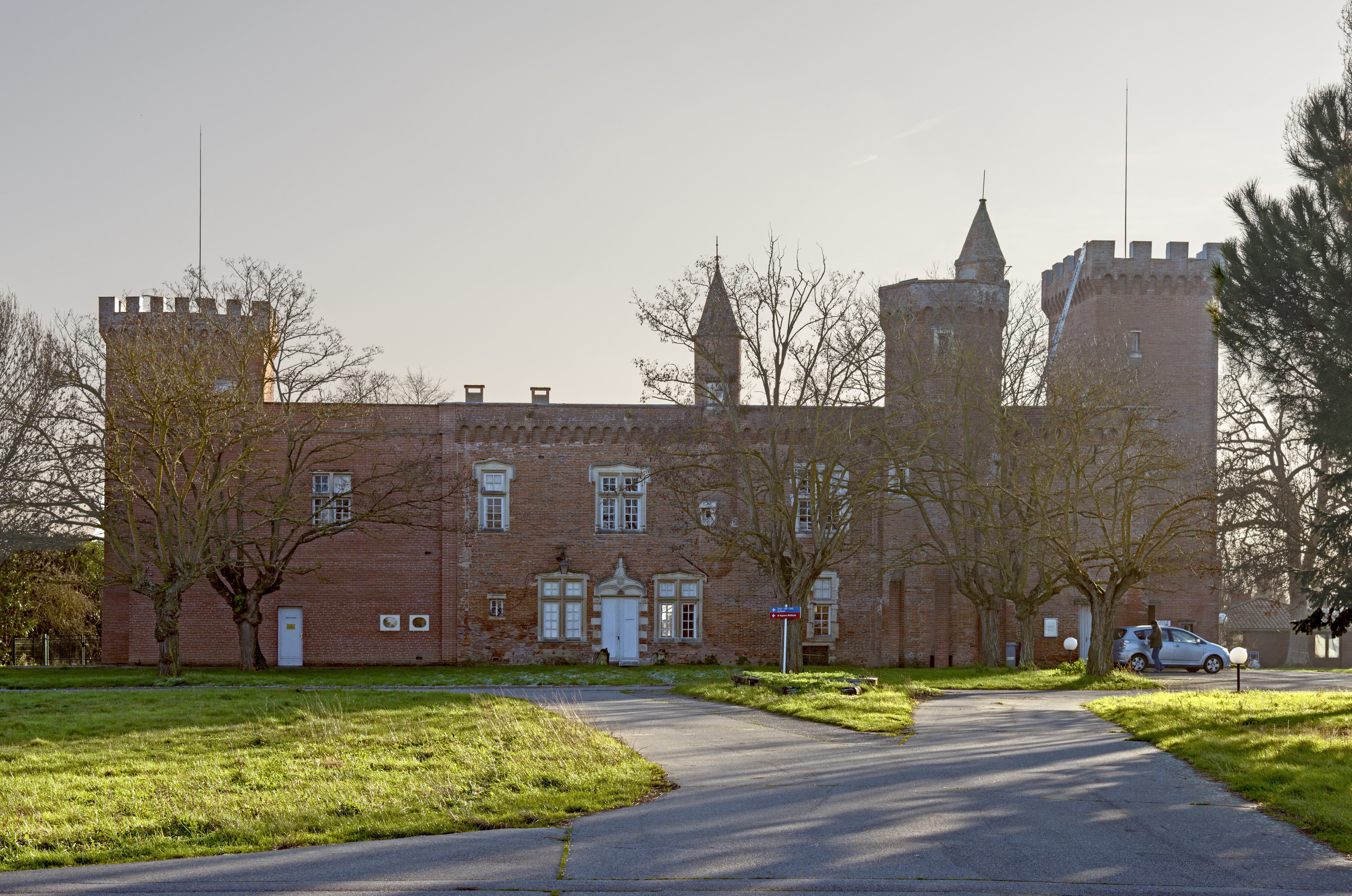
Các lâu đài.
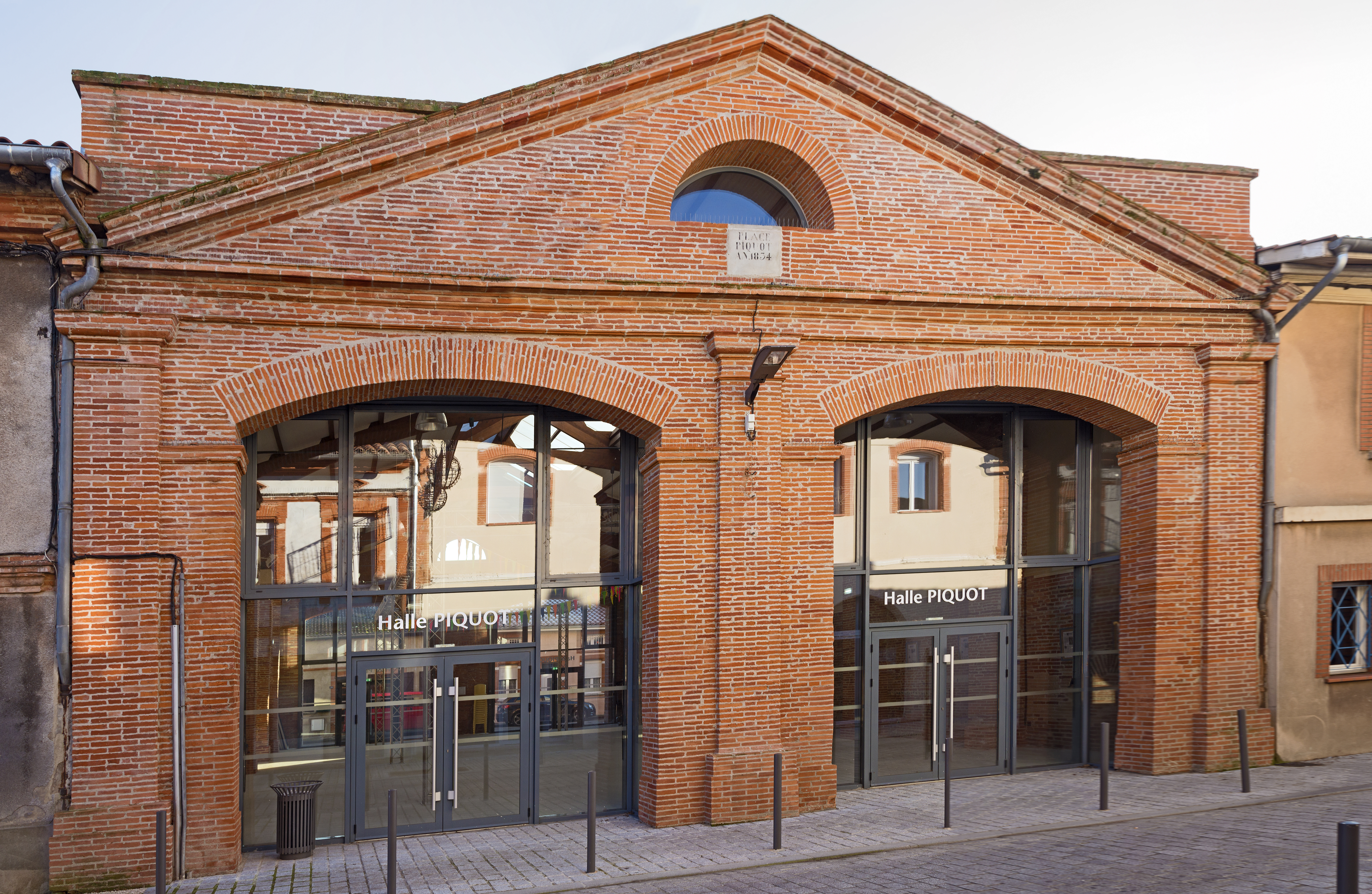
Thị trường bảo hiểm.
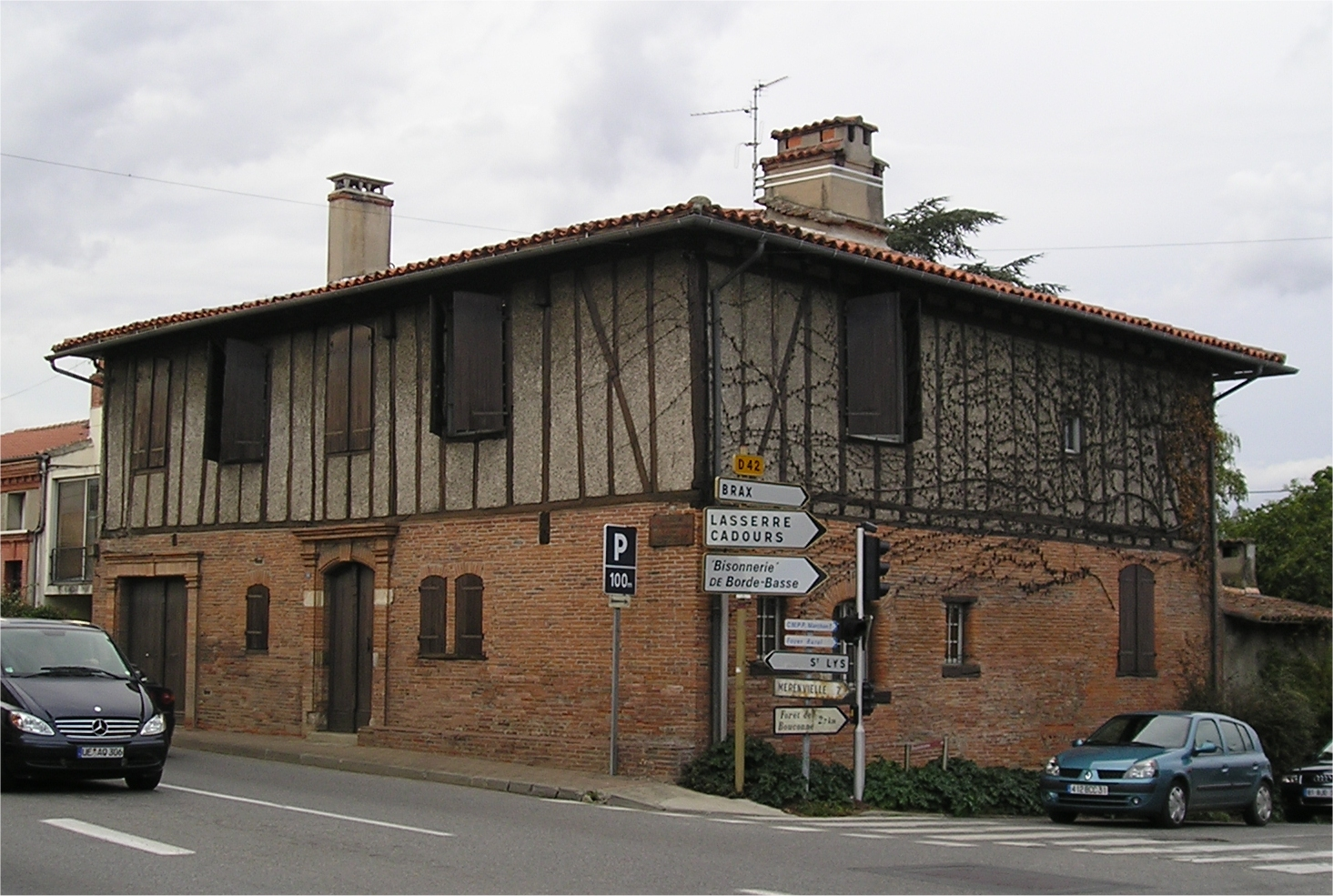
Cựu huấn luyện trọ.